# Trent Thornton
Trent Thornton (Pittsburgh, Pensilvania, 30 de septiembre de 1993) es un jugador profesional estadounidense de béisbol que se desempeña en la posición de lanzador en Seattle Mariners, equipo de las Grandes Ligas de Béisbol (MLB).

## Carrera
Fue seleccionado en la quinta ronda en el Draft de la MLB de 2015. En 2019 hizo su debut profesional con el equipo Toronto Blue Jays, en el cual jugó cinco temporadas (2019-2023), después pasó a Seattle Mariners, donde lleva jugando dos temporadas.